# Central City (Iowa)
Central City è un centro abitato (city) degli Stati Uniti d'America della contea di Linn nello Stato dell'Iowa. La popolazione era di 1,257 persone al censimento del 2010. Fa parte dell'area metropolitana di Cedar Rapids.

## Storia
Central City è stata fondata negli anni 1850. Il nome Central City si riferisce alla sua posizione in prossimità di una ferrovia.

## Geografia fisica
Central City è situata a 42°12′16″N 91°31′30″W (42.204544, -91.525013).
Secondo lo United States Census Bureau, ha un'area totale di 0,97 miglia quadrate (2,51 km²).

## Società

### Evoluzione demografica
Secondo il censimento del 2010, c'erano 1,257 persone.

### Etnie e minoranze straniere
Secondo il censimento del 2010, la composizione etnica della città era formata dal 98,3% di bianchi, lo 0,6% di afroamericani, lo 0,2% di nativi americani, lo 0,2% di asiatici, lo 0,1% di altre razze, e lo 0,6% di due o più etnie. Ispanici o latinos di qualunque razza erano l'1,2% della popolazione.